# Coțofenii din Față
Coțofenii din Față – wieś w Rumunii, w okręgu Dolj, w gminie Coțofenii din Față. W 2011 roku liczyła  1589 mieszkańców.